# The Bugs Bunny Crazy Castle
The Bugs Bunny Crazy Castle (jap. ロジャーラビット Roger Rabbit) – pierwsza gra z serii Crazy Castle przeznaczona na konsole NES i Game Boy. Pierwotnie gra została wydana 16 lutego 1989 roku w Japonii na Famicom Disk System oraz w sierpniu 1989 roku w USA na NES. Japońska wersja gry na konsolę Game Boy nosi nazwę Mickey Mouse.
Bohaterem gry jest Królik Bugs. Jego celem było zebranie wszystkich marchewek na około 80 poziomach w zamku. Bugs atakowany jest przez Kaczora Daffy'ego, Yosemite Sama i Sylwestra. Nie ma on żadnych ruchów ataku, ale znajduje przedmioty, takie jakie rękawice bokserskie i kowadła, by móc walczyć z wrogami.